# 静岡大学教育学部附属幼稚園
静岡大学教育学部附属幼稚園（しずおかだいがくきょういくがくぶふぞくようちえん）は、日本の静岡県静岡市葵区にある国立大学附属学校（幼稚園）。静岡県内唯一の国立幼稚園である。

## 概要
- 学校教育法に基づく幼稚園教育を行いながら、静岡大学教育学部学生に幼児教育の実習を指導し、併せて国立大学附属学校として教育学部と連携を図り幼児教育の研究を行う使命を持っている。
- 入園希望者には選考試験を課し、選抜を行っている。

## 環境
幼稚園敷地内は自然が豊富であり、南側市道を挟んで静岡大学跡地(前身の旧制静岡高等学校）に整備された城北公園が隣接し、豊かな自然環境が整えられている。
また、正面門を静岡大学教育学部附属特別支援学校と共有し、同校の校舎やグラウンド敷地と一体化している。

## 沿革
- 1935年4月1日 静岡女子師範学校内に同窓会創立による千代田幼稚園として開園（静岡市葵区沓谷一丁目）
- 1944年4月1日 官立の静岡第一師範学校附属幼稚園となる
- 1948年11月24日 園舎を静岡第一師範学校の教育研究所跡に移す（静岡市葵区追手町）
- 1951年4月1日 静岡大学教育学部附属幼稚園となる
- 1957年2月14日 静岡大学教育学部附属静岡小学校南側の位置に新築移転（静岡市葵区駿府町）
- 1979年7月8日 静岡大学教育学部附属養護学校の南側の位置に新築移転（静岡市葵区大岩町、旧静岡大学教育学部敷地）
- 2004年4月1日 国立大学法人化

## 交通アクセス
- JR静岡駅前よりしずてつジャストライン安東循環(中町回り)「臨済寺前」下車徒歩2分
- JR静岡駅前よりしずてつジャストライン安東循環(水落町回り)「大岩1丁目」下車徒歩2分